# 一ノ堰六地蔵尊駅

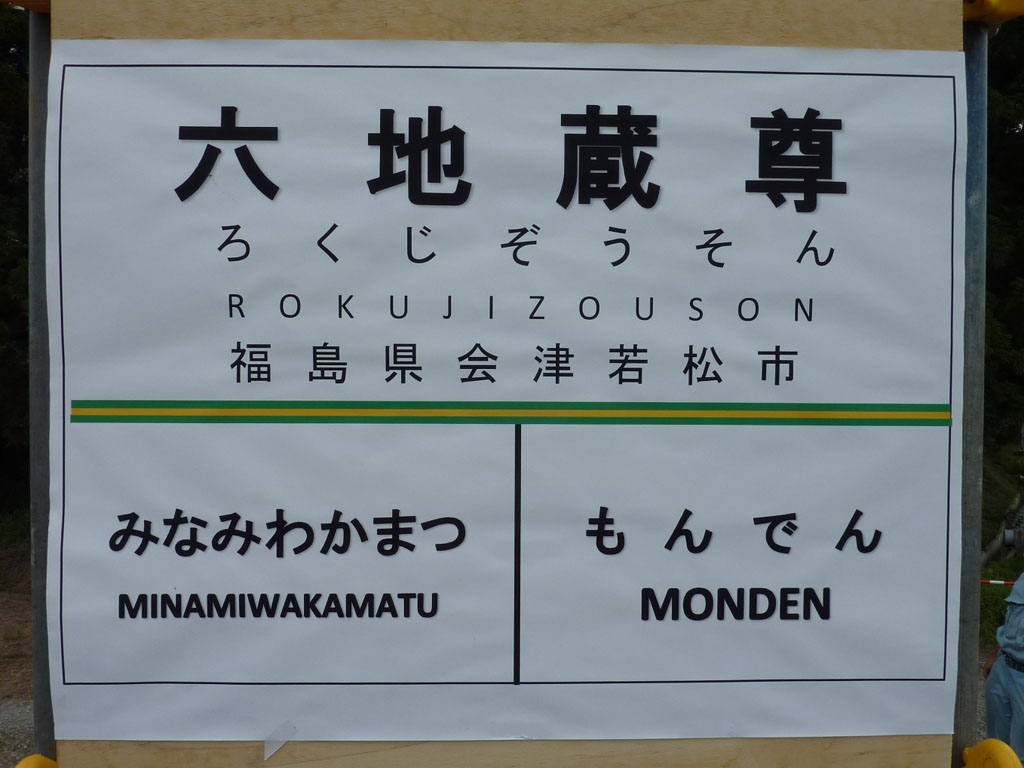
駅名標（2009年8月24日）

一ノ堰六地蔵尊駅（いちのせきろくじぞうそんえき）は、福島県会津若松市門田町大字一ノ堰字畑中にあった会津鉄道会津線の駅（臨時駅）である。

## 概要
一ノ堰六地蔵尊にて行われた一ノ堰盆踊りまつりへの集客による地域振興を目的とし、2009年（平成21年）8月23日および8月24日の2日間限りの臨時駅、六地蔵尊駅として開設され、各日列車4往復が停車した。一旦廃止されたが、2010年（平成22年）に駅名を一ノ堰六地蔵尊駅として再開設され、8月23日および8月24日に各日列車7往復が停車した。
以降も2013年（平成25年）まで毎年開設されていたが、2014年（平成26年）は予算不足により開設されず、それ以降も開設実績がない。
なお、2017年（平成29年）7月より発売された「会津鉄道開業30周年記念 全駅記念入場券」には、会津線の全21駅の入場券のほかに当駅のレプリカ入場券が同梱された。

## 歴史
- 2009年（平成21年）
  - 8月23日：六地蔵尊駅として開設。
  - 8月24日：同年の営業終了。
  - 8月25日：廃止[2]。
- 2010年（平成22年）
  - 8月23日：一ノ堰六地蔵尊駅として再開設[6]。なお、これ以降も開設時の名称は「一ノ堰六地蔵尊駅」としている。
  - 8月24日：同年の営業終了。
- 2011年（平成23年）
  - 8月23日：同年の営業開始[7]。
  - 8月24日：同年の営業終了。
- 2012年（平成24年）
  - 8月23日：同年の営業開始[8]。
  - 8月24日：同年の営業終了。
- 2013年（平成25年）
  - 8月23日：同年の営業開始[9]。
  - 8月24日：同年の営業終了。これ以降、開設実績はない。

## 駅構造
無人駅で、単式ホーム1面1線を有する地上駅。ホームは鉄パイプに板組みの仮設のもので、駅設備は毎年の開設期間中のみ設置し、終了後は撤去していた。初年度の設置費用には県の補助金などが充てられた。

## 駅周辺
- 一ノ堰六地蔵尊（会津二十一地蔵尊 2番札所）

## 隣の駅
会津鉄道
会津線
南若松駅 - （臨）一ノ堰六地蔵尊駅 - 門田駅